# He Is (Brandy)
He Is è un singolo della cantante statunitense Brandy, pubblicato nel 2002 ed estratto dall'album Full Moon.

## Tracce
- Remixes

1. He Is (Kluster's Pop Art Mix)
2. He Is (Mike Rizzo Radio Edit)
3. He Is (Mike Rizzo Global Club Mix)
4. He Is (Mike Rizzo Dub)
5. He Is (Maurice's Nu Soul Mix)
6. He Is (Joe Bermudez Snifter Mix)
7. He Is (Tingo's Vocal)
8. He Is (Tingo's Gotta Give You a Dub)

- CD

1. He Is (Album Version) – 4:21
2. He Is (Radio Remix 1) – 4:09
3. He Is (Radio Remix 2) – 4:09